# لورني دي بيب
لورني دي بيب (بالإنجليزية: Lorne De Pape)‏ هو لاعب كرلنغ نيوزلندي، ولد في 18 أبريل 1955 في St. Boniface, Winnipeg ‏ في كندا.

## وصلات خارجية
- لورني دي بيب على موقع الاتحاد الدولي للكرلنغ (الإنجليزية)
- لورني دي بيب على موقع أوليمبيديا (الإنجليزية)